# Sphagnum alaskense
Sphagnum alaskense là một loài rêu trong họ Sphagnaceae. Loài này được R.E. Andrus & Janssens mô tả khoa học đầu tiên năm 2003.